# Reliquiari

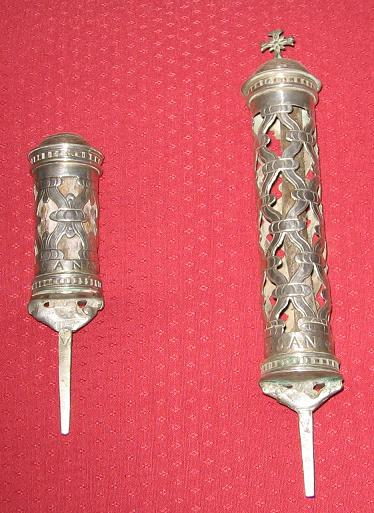
Reliquiaris de Sant Esteve i Sant Sebastià. Ayerbe

Un reliquiari és un recipient sovint de la mida d'una capsa petita o estoig on es guarden relíquies o records dels sants i exposar-les a la veneració dels fidels. Van estar en ús amb el nom de encólpium als primers segles de l'Església, encara que en aquell temps tenien caràcter privat i es portaven penjants del coll en forma de capsetes o de medalles amb figures i inscripcions.

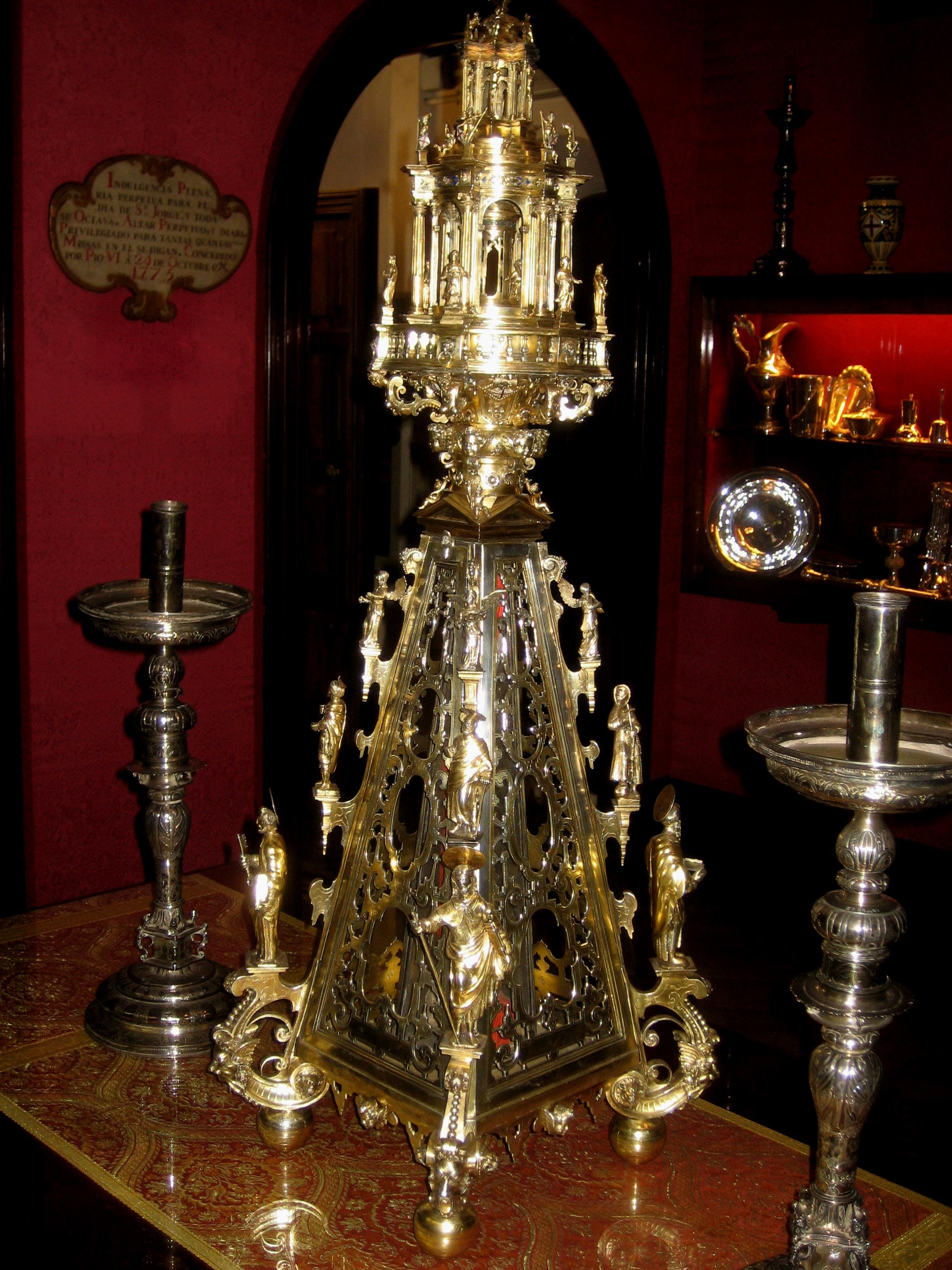
Reliquiari de Sant Jordi al Palau de la Generalitat de Catalunya

Consten exemplars almenys del segle iv com les del Tresor de Monza, regalats per Sant Gregori a la reina Teodolina. Entre ells hi ha unes certes ampolletes molt comunes en aquella època, que només contenien cotó xop en oli beneït o pres de les làmpades que cremaven junt al sepulcre d'algun màrtir. Per a la veneració pública de les relíquies en aquells primers segles bastaven els sepulcres i altars que les contenien. Però des del segle ix van començar a col·locar-se a més a més sobre l'altar reliquiaris en forma de capsetes o arquetes.
Aquesta forma de reliquiari va continuar als segles posteriors fins a l'època d'art ogival sent preferides les arquetes més o menys riques, segons la magnitud de les relíquies i la magnificència del donant i aprofitant-se amb freqüència per a l'objecte arquetes d'ús profà. Entre aquestes hi ha : 
- l'Arca santa de les Relíquies de la catedral d'Oviedo
- l'Arca de San Millán
- el cofret de fusta xapat d'argent repussat i amb figures de sants a la parròquia d'Abárzuza (segle xi)
- l'arqueta de bronze esmaltat i amb figures de relleu al monestir de Silos i el Museu de Burgos (segle xiii)
- l'arqueta de Colònia
- l'arqueta de Llemotges

El reliquiari va prendre des del segle xiii formes molt variades i artístiques, estant les principals: 
- la d'arqueta i templet, imitant un temple amb les seves arcuacions ogivals i la seva cresteria
- la d'ostensori, amb el seu peu i la seva torreta
- la de bust i estàtua, amb la imatge del Sant a què pertany la relíquia que s'hi recull.

A la capella de Sant Jordi del Palau de la Generalitat de Catalunya hi ha el reliquiari d'argent daurat amb relíquies del fèmur de Sant Jordi, realitzada per l'argenter Felip Ros i donada la relíquia per Guillem de Sant Climent, ambaixador de França a les Corts de Felip II de Castella.